# Patrick Chazot
Pour les articles homonymes, voir Chazot (homonymie).
Patrick Chazot est un athlète français, né le 6 mai 1958 à Saint-Étienne, d'1,76 m, champion de France universitaire ASSU cadets du 250 mètres haies en 1975 dans le temps de 30" et du 400 mètres haies juniors en 1976, puis du 400 mètres haies FFA en 1979 et 1980.